# Ludovico Einaudi
Ludovico Maria Enrico Einaudi (wymowa: [ludoˈviːko eiˈnaudi]) (ur. 23 listopada 1955) – włoski pianista i kompozytor.

## Życiorys
Uczył się w Conservatorio Verdi w Mediolanie oraz pod kierownictwem Luciano Berio. Einaudi rozpoczął swoją karierę jako kompozytor muzyki poważnej, a następnie zaczął do swojej muzyki włączać elementy muzyki pop, rock, world music oraz muzyki folkowej. Wydał serię solowych albumów muzyki fortepianowej i orkiestrowej, wśród bardziej znanych: I Giorni w 2001, Nightbook w 2009, In a Time Lapse w 2013, Elements w październiku 2015 oraz jako współautor Taranta Project w maju 2015 roku. Skomponował także muzykę do wielu filmów i trailerów, w tym Nietykalni, Joaquin Phoenix. Jestem jaki jestem, miniserialu telewizyjnego Doktor Żywago oraz Acquario w 1996, za którą został nagrodzony włoską nagrodą filmową Grolla d’oro za najlepszą ścieżkę dźwiękową. W swojej karierze Einaudi skomponował muzykę do kilku filmów, w tym do This is England. W 2020 roku jego muzyka została wykorzystana w filmach Nomadland i The Father.

## Odznaczenia
- Oficer Orderu Zasługi Republiki Włoskiej (Włochy, 2005)[7]
- Kawaler Orderu Sztuki i Literatury (Francja, 2013)[8]

## Albumy

### Albumy studyjne
- 1988: Time Out
- 1992: Stanze (harfa)
- 1995: Salgari
- 1996: Le Onde (fortepian)
- 1999: Eden Roc (fortepian, instrumenty smyczkowe)
- 2001: I Giorni (fortepian)
- 2003: Diario Mali (fortepian, kora)
- 2004: Una Mattina (fortepian, wiolonczela)
- 2006: Divenire (fortepian, kwartet smyczkowy)
- 2009: Nightbook (fortepian, muzyka elektroniczna)
- 2013: In a Time Lapse (fortepian, muzyka elektroniczna)
- 2015: Taranta Project (fortepian, muzyka elektroniczna, orkiestra, wiolonczela, kora)
- 2015: Elements (fortepian, muzyka elektroniczna, orkiestra) – złota płyta w Polsce[9]
- 2019: „Seven Days Walking (Day 1)”
- 2019: „Seven Days Walking (Day 2)”
- 2020: 12 Songs From Home (fortepian)
- 2020: Einaudi Undiscovered (fortepian)
- 2021: Cinema (fortepian)

### Albumy koncertowe
- 1988: Time Out – BMG Ricordi
- 1992: Stanze – BMG Ricordi
- 1995: Salgari – BMG Ricordi
- 1996: Le Onde – BMG Ricordi
- 1998: Fuori dal Mondo – BMG Ricordi
- 1998: Ultimi Fuochi – BMG Ricordi
- 1999: Eden Roc – BMG Ricordi
- 2001: I Giorni – BMG Ricordi
- 2001: Luce dei miei Occhi- BMG Ricordi
- 2002: Dr. Zhivago – BMG Ricordi
- 2003: La Scala Concert 03.03.03 – BMG Ricordi
- 2003: Le parole di mio padre – BMG Ricordi
- 2003: Diario Mali (wraz z Ballaké Sissoko) – Ponderosa IRD
- 2004: Echoes: The Einaudi Collection
- 2004: Una Mattina – Ponderosa Music and Art/Decca/Sony Classical
- 2006: Divenire – Ponderosa Music and Art/Decca
- 2009: Cloudland – Ponderosa Music and Art, projekt poboczny nagrany jako grupa o nazwie „Whitetree„
- 2009: Nightbook – Ponderosa Music and Art/Decca
- 2010: The Royal Albert Hall Concert – Ponderosa Music and Art
- 2011: Islands: Essential Einaudi – Decca (UMO)
- 2013: In a Time Lapse – Ponderosa Music and Art/Decca #24 UK, #2 Mega Top 50, #5 FIMI Albums Chart, #6 Classical Albums
- 2015: Elements – Decca / Ponderosa Music & Art

### Filmowe i telewizyjne ścieżki dźwiękowe[10]
- 1988: Treno di panna (reżyser: Andrea De Carlo)
- 1994: Da qualche parte in città (reżyser: Michele Sordillo)
- 1996: Acquario (reżyser: Michele Sordillo)
- 1998: Kwiecień (reżyser: Nanni Moretti)
- 1998: Giorni dispari (reżyser: Dominick Tambasco)
- 1999: Nie z tego świata (reżyser: Giuseppe Piccioni)
- 2000: La vita altrui (reżyser: Michele Sordillo)
- 2000: Un delitto impossibile (reżyser: Antonio Luigi Grimaldi)
- 2001: Słowa mojego ojca (reżyser: Francesca Comencini)
- 2001: Alexandreia (reżyser: Maria Iliou)
- 2002: Luce dei miei occhi (reżyser: Giuseppe Piccioni) – włoska nagroda za najlepszą ścieżkę dźwiękową
- 2002: Doktor Żywago (TV miniserial, reżyser:  Giacomo Campiotti)
- 2004: Cena pożądania (reżyser: Roberto Andò) – Nagroda za najlepszą muzykę filmową na Avignon Film Festival 2004
- 2004: Mission: Saturn
- 2006: To właśnie Anglia (reżyser: Shane Meadows)
- 2010: This Is England '86 (reżyser: Shane Meadows)
- 2010: Gwiezdne Wrota. Patogen
- 2010: Sangandaan. Landas ng Buhay
- 2010: Joaquin Phoenix. Jestem jaki jestem (reżyser: Casey Affleck)
- 2010: Koniec jest moim początkiem (reżyser: Jo Baier)
- 2010: Naznaczony (reżyser: James Wan)
- 2010: Czarny łabędź trailer (reżyser: Darren Aronofsky)
- 2011: Elena. Mysterio ng Kahapon
- 2011: This Is England '88 (reżyser: Shane Meadows)
- 2011: Nietykalni (reżyser: Olivier Nakache i Eric Toledano)
- 2012: J. Edgar (reżyser: Clint Eastwood)
- 2012: Derek (odcinek pilotażowy; reżyser: Ricky Gervais)
- 2014: Źródło nadziei (reżyser: Russell Crowe)
- 2014: Mama (reżyser: Xavier Dolan)
- 2015: This Is England '90 (reżyser: Shane Meadows)
- 2020: Nomadland (reżyser: Chloé Zhao)